# Énètse
Cet article concerne la langue énetse. Pour le peuple énetse, voir Énetses.
L'énètse est une langue samoyède du Nord de même que le nénètse et le nganassan, parlée par 40 personnes du peuple énètse (recensement de 2010). Elle descend comme toutes les langues samoyèdes du  proto-samoyède (en) dont elle a commencé à se séparer dans la seconde moitié du premier millénaire, et se divise en deux dialectes qui peuvent être considérés comme des langues séparées : l'énètse de la toundra ou maddu et l'énètse des forêts ou baj (en 1995, le premier comptait 30 locuteurs, le second 40), qui diffèrent assez profondément au niveau du vocabulaire. L'énètse est parlé le long du fleuve Ienisseï, en aval de Dudinka, notamment dans la réserve de Potapovo pour l'énètse des forêts et dans celle de Vorontzovo pour l'énètse de la toundra. Le lexique a été influencé par le nganassan (vocabulaire de la chasse) et par le nénètse (vocabulaire de l'élevage de rennes), ainsi que par d'autres langues, dans une moindre mesure. La langue est de type agglutinant et grammaticalement très proche de ses « sœurs » (énètse, nénètse, et nganassan ont d'ailleurs la même étymologie).

## Alphabet
Jusqu'à il y a peu, l'énètse n'était pas écrit. Mais en 1986, N. Terechtchenko mit au point un alphabet pour l'énètse basé sur le cyrillique :
| А а | Б б | В в | Г г | Д д | Е е | Ё ё | Ԑ ԑ |
| Ж ж | З з | И и | Й й | К к | Л л | М м | Н н |
| Ӈ ӈ | О о | П п | Р р | С с | Ҫ ҫ | Т т | У у |
| Ф ф | Х х | Ц ц | Ч ч | Ш ш | Щ щ | ъ   | Ы ы |
| ь   | Э э | Ю ю | Я я |     |     |     |     |

En 2019, un alphabet révisé est adopté et un abécédaire est plubié,.
| А а | Б б | В в | Г г | Д д | Е е | Ԑ ԑ | Ё ё |
| Ж ж | З з | И и | Й й | К к | Л л | М м | Н н |
| Ң ң | О о | О̂ о̂ | П п | Р р | С с | Т т | У у |
| Ф ф | Х х | Ц ц | Ч ч | Ш ш | Щ щ | Ъ ъ | Ы ы |
| Ь ь | Э э | Ю ю | Я я | ˮ   |     |     |     |

La lettre enne cramponnée ң peut aussi avoir la forme des lettres enne crocheté ӈ ou enne à queue ӊ.